# Irina Sokolóvskaya
Irina Borísovna Sokolóvskaya, en Ruso:Ирина Борисовна Соколовская (nacida el 3 de enero de 1983 en Vólogda, Rusia) es una jugadora de baloncesto rusa. Ha conseguido 3 medallas en competiciones internacionales con  Rusia.